# Ilha de San Clemente

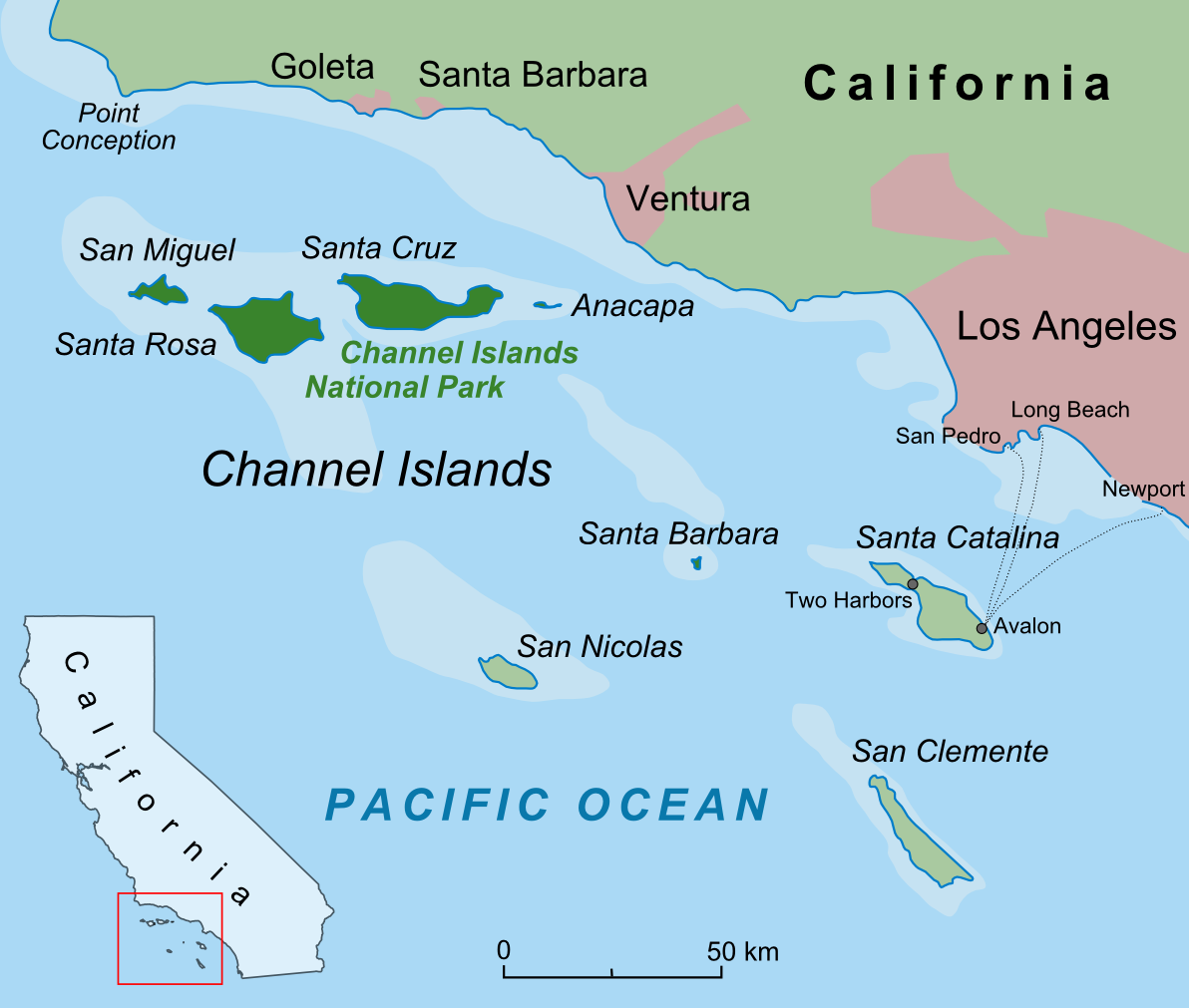
Mapa das ilhas do Canal

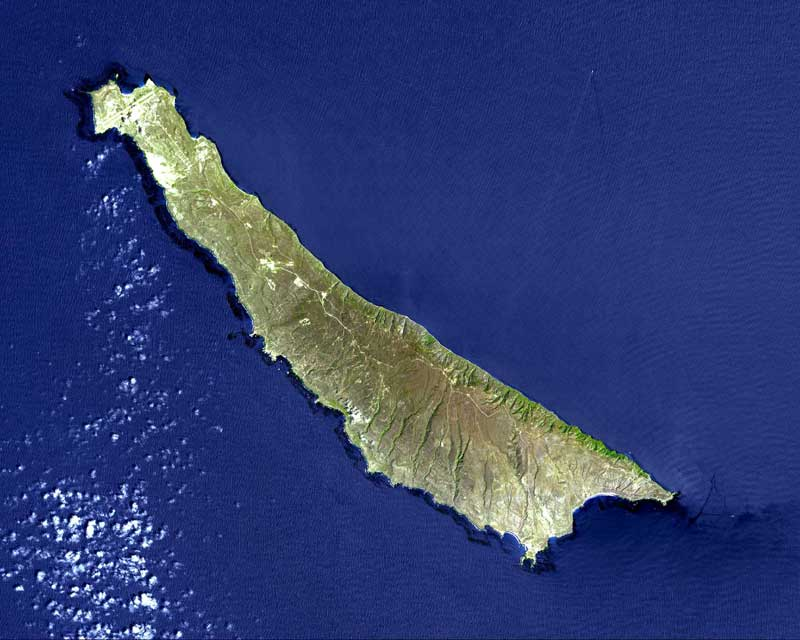
Satellite image of San Clemente Island

A ilha de San Clemente é uma ilha localizada na costa do Estado americano da Califórnia, nas Ilhas do Canal da Califórnia. É a mais meridional do arquipélago. É propriedade da Marinha dos Estados Unidos, e faz parte do Condado de Los Angeles. Definida pela United States Census Bureau como  Bloco 2 do grupo censitário 5991 do Condado de Los Angeles (Califórnia), tem 39 km de comprimento e uma área de 147,13 km2. A ilha é oficialmente desabitada de acordo com o censo dos Estados Unidos de 2000. A cidade de San Clemente no Condado de Orange, deve o seu nome à ilha.
O primeiro europeu a avistar as ilhas do Canal da Califórnia foi o português João Rodrigues Cabrilho em 1542, tendo-lhe chamado "Vitória". O seu nome foi mudado pelo explorador espanhol Sebastián Vizcaíno, que a visitou em 23 de novembro de 1602, dia de São Clemente.

## Galeria

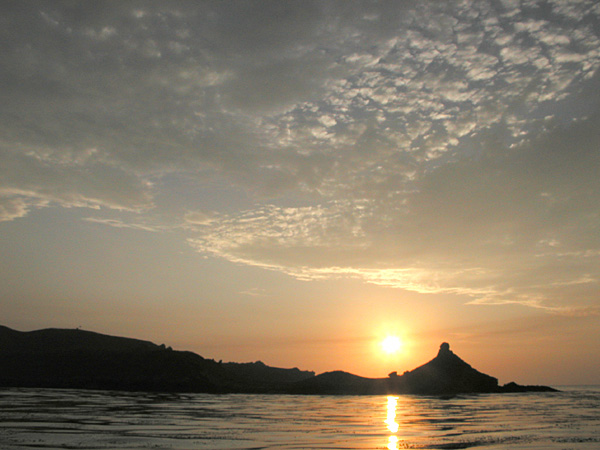
Sunrise at Pyramid Point, San Clemente Island
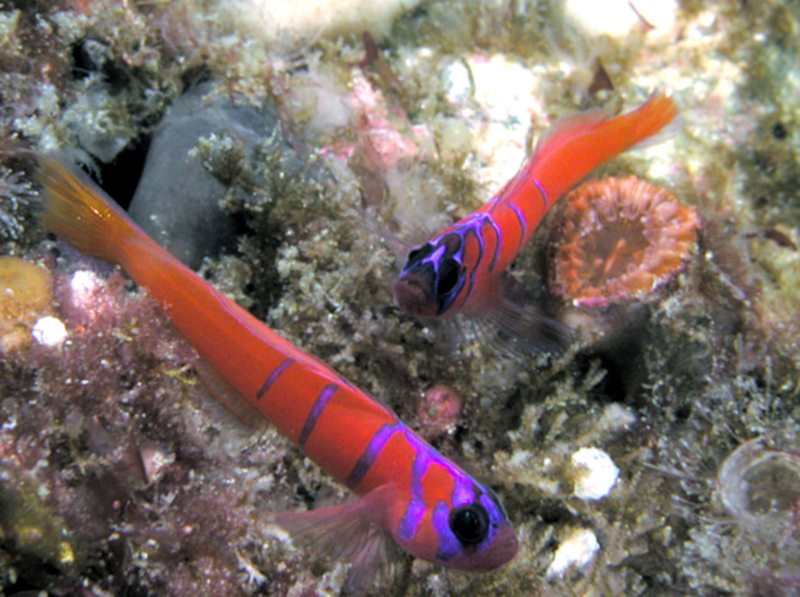
Bluebanded Gobies, San Clemente Island
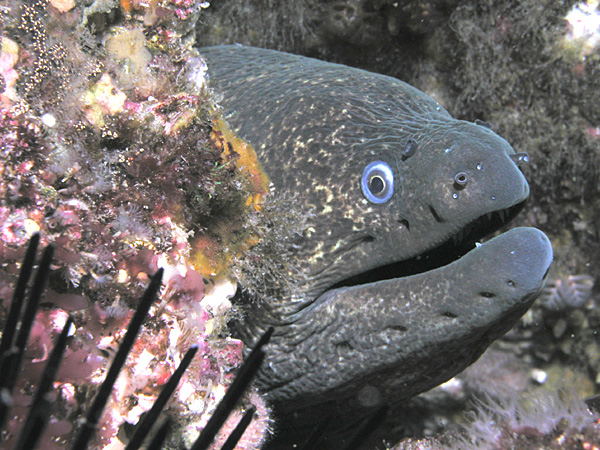
California Moray Eel, San Clemente Island
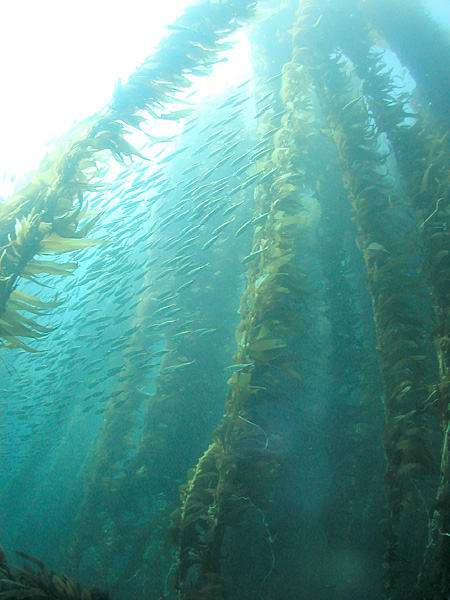
Kelp forest and sardines
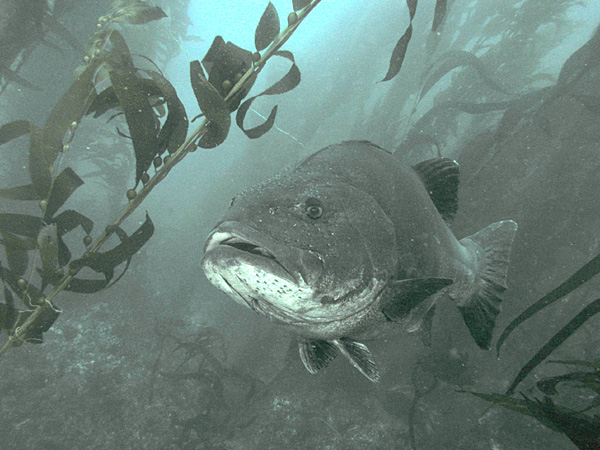
Giant Black Sea Bass, San Clemente Island
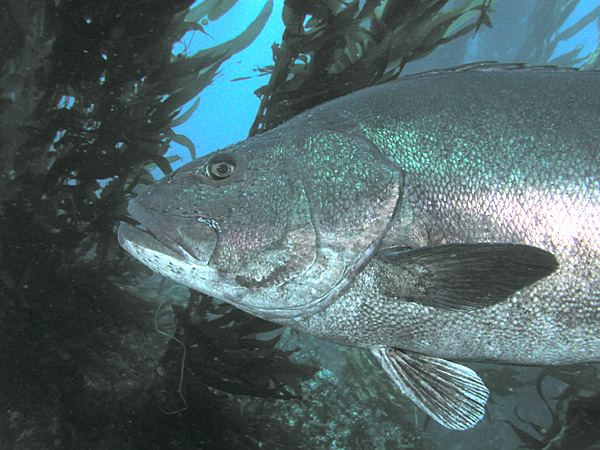
Giant Black Sea Bass, San Clemente Island
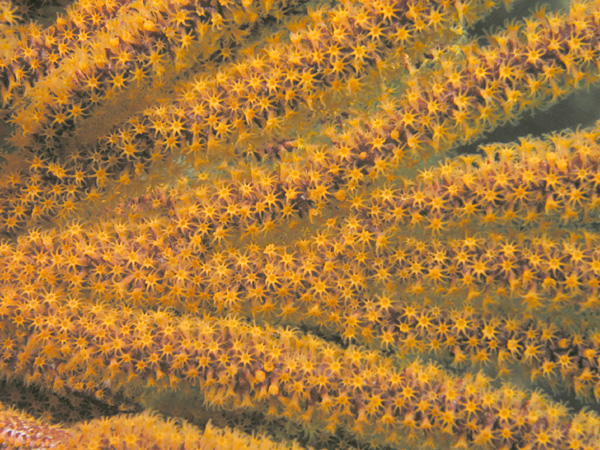
Sea Fan, San Clemente Island
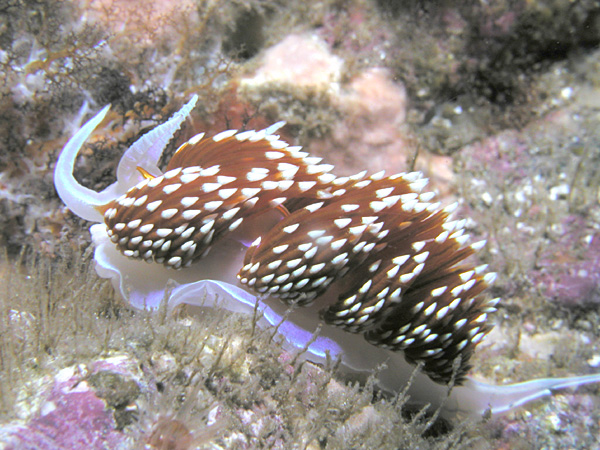
Hermissenda Nudibranch, San Clemente Island
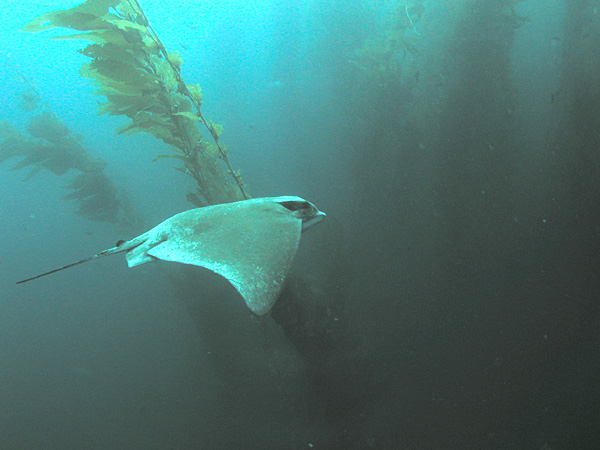
Bat Ray in kelp forest, San Clemente Island
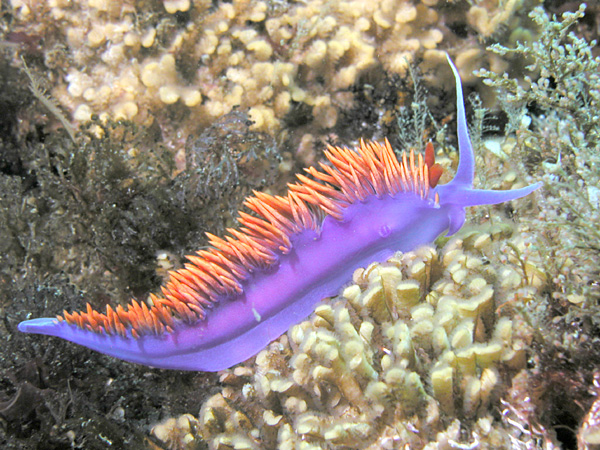
Spanish Shawl nudibranch
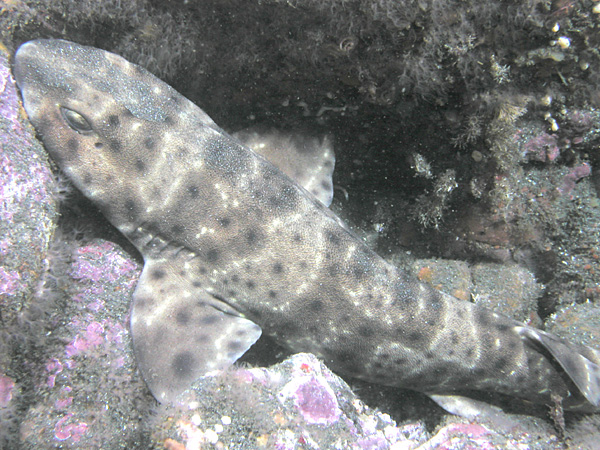
Swell Shark, San Clemente Island
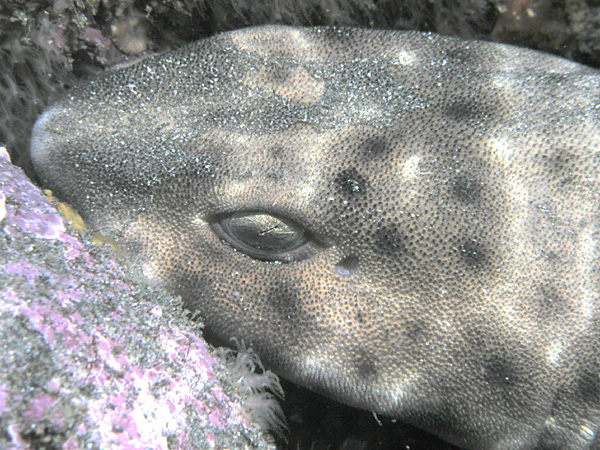
Swell Shark closeup

## ligações externas
- San Clemente Island
- San Clemente Loggerhead Shrike
- Rocket launches at San Clemente